# Пашотування
Пашотування або поширування (від фр. poché) — спосіб теплової обробки їжі, варіант томління, який полягає в достатньо тривалому приготуванні продукту в рідині (це може бути вода, бульйон, молоко, вино) за температури, нижчої від точки кипіння. Найвідомішою стравою цього типу є яйця пашот, проте цей метод може використовуватися і для приготування інших ніжних продуктів.
Від варіння, кип'ятіння чи припускання пашотування відрізняється достатньо низькими температурами приготування (зазвичай у діапазоні 71–82 °C), що робить цей метод придатним для приготування ніжних продуктів, таких як яйця, птиця, риба та фрукти, які можуть втратити текстуру, форму та соковитість при приготуванні іншими методами. Тому термін «пашот» вживається тоді, коли вихідний продукт ніжний насампочаток, на відміну від типового томління, що часто використовується для розм'якшення. Часто пашот вважають методом приготування здорової їжі, оскільки в ньому не використовується жир для приготування.